# Crocoïta
La crocoïta és un mineral de crom de la classe dels sulfats que pertany al supergrup de la monazita. Va ser documentat per primer cop per Johann Gottlob Lehmann en el dipòsit de Beryozovsky, prop de Iekaterinburg, als Urals, el 1766. Va ser F.S. Beudant qui li va donar nom el 1832 del grec krokos (κρόκος), safrà, en al·lusió al seu color.
El 6 de desembre del 2000 fou nomenat oficialment pel govern de l'estat australià de Tasmània l'emblema mineral.

## Característiques
La crocoïta és un cromat de plom amb fórmula Pb(CrO₄), que cristal·litza en el sistema monoclínic. Es troba comunament en forma de cristalls, usualment com llargs cristalls prismàtics i més rarament com vidres arrodonits, però gairebé sempre pobrament acabats amb un color vermell-jacint brillant, translúcids i de brillantor adamantina. Quan són de gra fi poden ser entre groc i taronja brillants, sent alguns vidres de color vermell fosc. S'utilitzen en les anàlisis químiques del medi ambient, per mesurar la demanda d'oxigen. És tòxica.

## Formació
A la localitat tipus, els cristalls es troben filons de quars aurífer que travessen el granit o gneiss, i associada amb quars, embreyita, fenicocroïta i vauquelinita. La raresa relativa d'aquest mineral està connectada amb les condicions específiques que calen per a la seva formació: una zona d'oxidació del llit mineral de plom i la presència de roques ultramàfiques que actuen com a font de crom. Cal l'oxidació de Cr3+ en CrO₄2- i la descomposició de la galena (plom o altres minerals primaris) per a la formació de la crocoïta, unes condicions relativament inusuals.